# بيليفورتس
بيليفورتيس هو أول دليل مصور بالكامل للتكنولوجيا العسكرية كتبه كونراد كيسر ويرجع تاريخه إلى بداية القرن الخامس عشر.